# 坂東勘五郎

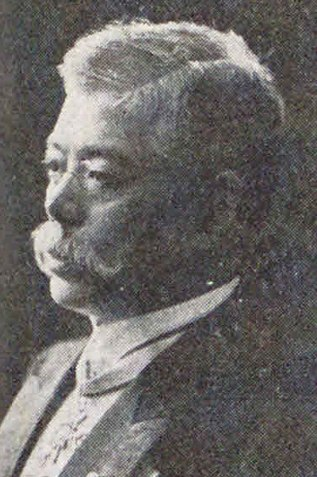
坂東勘五郎

坂東 勘五郎（ばんどう かんごろう、1861年2月24日（万延2年1月15日） - 1918年（大正7年）3月23日）は、日本の政治家。実業家。徳島県東みよし町出身。

## 経歴
阿波国三好郡中庄村（現在の徳島県東みよし町）の郷士・坂東恒五郎の長男として生まれた。
徳島師範学校を卒業後、小学校教員、郡書記、県会議員、県会副議長を経て、1894年（明治27年）の第4回衆議院議員総選挙に無所属で出馬し衆議院議員として初当選し、以来25年間に渡り国政に参与した。
在任中は、北海道縦貫自動車道の完成、全国の鉄道敷設に力を注いだ。また、地元である徳島県においても徳島鉄道を設立して社長に就任した。
1917年（大正7年）3月23日に急逝。享年58。墓所は阿南市羽ノ浦町にあり、阿南市指定史跡に選定されている。従五位勲三等瑞宝章受章。